# Celaena pallida
Celaena pallida là một loài bướm đêm trong họ Noctuidae.